# Warta, Polonia
Warta (germană Liebwart; idiș Dvart) este un oraș în Polonia.